# Gliese 581 d
Gliese 581 d (Gl 581 d) est une exoplanète découverte dans le système planétaire de l'étoile Gliese 581, une naine rouge de 0,31 masse solaire située à quelque 20,3 années-lumière (soit 6,2 pc, ou encore 1,92 × 1014 km) de la Terre, dans la constellation de la Balance. Au mois de juillet 2014, l'existence de cet astre a été remis en cause par des chercheurs de l'université de Pennsylvanie. Après un réexamen des données astrométriques, il s'avère que les signaux attribués à Gliese 581d auraient été confondus avec des taches solaires (qui génèrent une intense activité magnétique) sur l'étoile hôte,.

## Découverte
Cette exoplanète a été découverte à l'aide de l'instrument HARPS de l'observatoire européen austral, un spectromètre équipant le télescope de 3,6 mètres de l'observatoire de La Silla au Chili, par l'équipe de Stéphane Udry de l'observatoire de Genève en Suisse. Elle a été identifiée par la méthode dite de vitesse radiale, qui permet d'estimer la masse d'un objet en rotation autour d'une étoile en mesurant les perturbations de l'orbite de cette étoile dues à la force de gravité de cet objet.
| Planète                                                                         | Masse (M⊕)   | Demi-grand axe (UA)   | Période orbitale (d) | Excentricité |
| ------------------------------------------------------------------------------- | ------------ | --------------------- | -------------------- | ------------ |
|                                                                                 |              |                       |                      |              |
| Gliese 581 e                                                                    | ≥ 1,7 ± 0,2  | 0,0284533 ± 0,0000023 | 3,14867 ± 0,00039    | Fixée à 0    |
| Gliese 581 b                                                                    | ≥ 15,6 ± 0,3 | 0,0406163 ± 0,0000013 | 5,36841 ± 0,00026    | Fixée à 0    |
| Gliese 581 c                                                                    | ≥ 5,6 ± 0,3  | 0,072993 ± 0,000022   | 12,9191 ± 0,0058     | Fixée à 0    |
| Gliese 581 g*                                                                   | ≥ 3,1 ± 0,4  | 0,14601 ± 0,00014     | 36,562 ± 0,052       | Fixée à 0    |
| Gliese 581 d*                                                                   | ≥ 5,6 ± 0,6  | 0,21847 ± 0,00028     | 66,87 ± 0,13         | Fixée à 0    |
| Gliese 581 f                                                                    | ≥ 7,0 ± 1,2  | 0,758 ± 0,015         | 433 ± 13             | Fixée à 0    |
|                                                                                 |              |                       |                      |              |
| * En juillet 2014, l'existence des planètes Gliese 581 d et g a été contestée,. |              |                       |                      |              |
| Système planétaire de Gliese 581.                                               |              |                       |                      |              |

## Désignation
Gliese 581 d a été sélectionnée par l'Union astronomique internationale (IAU) pour la procédure NameExoWorlds, consultation publique préalable au choix de la désignation définitive de 305 exoplanètes découvertes avant le 31 décembre 2008 et réparties entre 260 systèmes planétaires hébergeant d'une à cinq planètes. La procédure, qui a débuté en juillet 2014, s'achèvera en août 2015, par l'annonce des résultats, lors d'une cérémonie publique, dans le cadre de la XIXe Assemblée générale de l'IAU qui se tiendra à Honolulu (Hawaï).

## Habitabilité
À l'instar de sa voisine Gliese 581 c, la vie pourrait exister sur Gliese 581 d, car elle se situe également dans la zone habitable. En outre, un vaste et profond océan pourrait être présent sur cette planète.
L’exoplanète Gliese 581 d, découverte en 2007 dans le système planétaire de l'étoile Gliese 581, pourrait être propice à la vie telle que nous la connaissons sur Terre, selon une équipe du Laboratoire de météorologie dynamique de l’Institut Pierre-Simon Laplace à Paris qui ont démontré que si l'atmosphère était composée essentiellement de CO2, elle pourrait retenir assez de chaleur pour retenir des nuages, des pluies et des océans. L'équipe espère confirmer ces résultats en détectant cette atmosphère grâce à des puissants télescopes comme le VLT, au Chili.
Ils ont développé un modèle numérique capable de simuler les climats possibles sur les exoplanètes, et ont ainsi découvert que dans le cas d’une atmosphère dense de dioxyde de carbone (un scénario très probable), Gliese 581d pouvait éviter la condensation de son atmosphère et présenter un climat chaud au point de permettre la formation d’océans, de nuages et de pluie.
Si l’exoplanète était effectivement habitable, le centre de recherche scientifique précise que l’endroit serait très étrange à visiter : l’atmosphère y est dense et son épaisse couche nuageuse plongerait la surface dans une pénombre rougeâtre. Par ailleurs, la gravité serait double par rapport à celle que nous connaissons.